# رابرت ئی. آرمسترانگ
رابرت ئی. آرمسترانگ (Robert E. Armstrong)‏ (۲۴ سپتامبر ۱۹۲۵–۲۱ اوت ۲۰۰۸)، از سیاستمدارن آمریکایی بود که به عنوان شهردار فورت‌وین، عضو پیشین شورای شهرستان آلن و مدیر ورزشی سابق دبیرستان اسنایدر خدمت کرد.

## تحصیلات
شهردار باب آرمسترانگ از فارغ‌التحصیلان دبیرستان سنترال شهر فورت‌وین بود (که در سال ۱۹۷۱ بسته شد)، وی درسال ۱۹۴۳ در مسابقات قهرمانی برای تیم بستکتبال ایالتی بازی کرد. او وارد دانشگاه ایندیانا شد و در سال ۱۹۴۹ مدرک کارشناسی خود را در رشته آموزش و بهداشت، تربیت‌بدنی و تفریحات از این دانشگاه دریافت کرد. وی همچنین در سال ۱۹۵۴ موفق به اخذ مدرک کارشناسی ارشد مدیریت شد. آرمسترانگ در دانشگاه ایندیانا عضو انجمن برادری سیگمانو بود و در هر دو تیم فوتبال و بسکتبال این دانشگاه بازی می‌کرد و آموزش می‌دید. او از اعضای ثابت انجمن فارغ‌التحصیلان و همچنین باشگاه دانشگاه ایندیانا بود و در انجمن آی-منز نیز عضویت داشت.
آرمسترانگ دوره کارورزی تحصیلات تکمیلی خود را در دانشگاه پردو، مؤسسه پیشگامان وابسته به دانشگاه هاروراد، دانشگاه کالیفرنیا، دانشگاه سنت فرانسیس، دانشگاه‌های ایندیانا – پردو و دانشگاه ایالتی ایندیانا سپری کرد.

### خدمت نظامی
آرمسترانگ از سال ۱۹۴۴ تا ۱۹۴۵ در خدمت نیروی هوایی ارتش آمریکا بود. او در حال فراگیری آموزش‌های لازم بود تا بتواند به عنوان خلبان در جنگ جهانی دوم شرکت کند که جنگ خاتمه یافت. بدین‌ترتیب دوران خدمت نظامی او خیلی زود به پایان رسید. البته باب همواره یکی از اعضای فعال قرارگاه ۴۷ لژیون آمریکایی بود.

## فعالیت‌های سیاسی
در سال ۱۹۷۵ آرمسترانگ در رقابتی نزدیک و با کسب ۲۷۱۴۵ رأی در برابر ۲۶۷۶۱ رأی بر ایوان لباموف، شهردار دموکرات وقت فورت‌وین، به پیروزی رسید. در نتیجه تلاش‌های او، این شهر به عنوان خواهرخوانده تاکااوکای ژاپن معرفی شد. طی دورانی که آرمسترانگ در شهرداری حضور داشت، تمرکز اصلی بر روی افزایش بودجه شهر بود. براساس گزارشی که در روزنامه نیوز سنتینل منتشر شد: «او در زمینه احیای ظرفیت مناطق مرکزی شهر مطالعات گسترده‌ای انجام داد تا شاید با از حاشیه بیرون راندن این مناطق، امکان بهره‌برداری از آنها فراهم شود.»
باب آرمسترانگ در انتخابات ۱۹۷۱ شهرداری‌ها، کاندیدای شورای شهر فورت‌وین شد.
آرمسترانگ پیش از اینکه شهردار شود مسئولیت‌های دیگری در بخش‌های مختلف فورت‌وین و آلن‌کانتی بر عهده داشت. اوایل ۱۹۹۰، نماینده ناحیه دوم در شورای شهرستان آلن بود. او دوازده سال این سمت را در اختیار داشت و طی سال‌های ۱۹۹۶ تا ۱۹۹۸ ریاست این شورا را عهده‌دار بود. در سال ۲۰۰۲، او و سه نفر دیگر از اعضای شورا (از جمله دوست صمیمی باب، بیل اشنایزر) در عرصه انتخابات، رقابت را به کاندیدهای جوان‌تر واگذار کردند.
آرمسترانگ به عنوان یکی از اعضای دوره سیزدهم مجمع گزینشگران ایالت ایندیانا انتخاب شد و در تارخ ۱۵ دسامبر ۱۹۸۰ به رونالد ریگان رأی داد.

### حضور در حزب جمهوریخواه
آرمسترانگ از سال ۱۹۵۸ به عنوان نماینده به کنوانسیون ایالتی جمهوریخواهان راه یافت. او در دوره دوم ریاست جمهوری رونالد ریگان به عضویت کمیته آموزش ایالت ایندیانا درآمد و در سال ۱۹۸۰ در شبکه تلویزیونی وین‌تی‌وی به عنوان تحلیلگر سیاسی حضور پیدا می‌کرد و در حمایت از رونالد ریگان (رئیس‌جمهور)، رابرت اور (فرماندار)، دن کویل (سناتور) و دن کوتس (نماینده کنگره) سخن می‌گفت.

### اشتباه در نام
ساکنان فورت‌وین پیوسته شهردار سابق، رابرت ای. آرمسترانگ را با یکی دیگر از ساکنان این شهر به نام رابرت اِی. آرمسترانگ اشتباه می‌گیرند. شهرت نام رابرت آرمسترانگ سبب شد تا رابرت اِی. آرمسترانگ بدون هزینه تبلیغات و سابقه کاری مرتبط، در انتخابات هیئت‌مدیره مدارس فورت‌وین پیروز شود و به آن راه یابد. علی‌رغم تلاش دو روزنامه محلی نیوزسنتینل و ژورنال‌گزت برای مطلع ساختن عموم مردم از این تمایز، همچنان این مشکل پابرجاست. در سال ۲۰۰۸، رابرت اِی. آرمسترانگ بدون اینکه ریالی برای کمپین انتخاباتی خود هزینه کند، به عنوان کاندیدای جمهوری‌خواهان یکی از کرسی‌های آزاد شورای شهرستان آلن را از آن خود کرد.

## فعالیت‌های آموزشی
آرمسترانگ از سال ۱۹۶۴ تا ۱۹۹۱ به استثنای مدتی که شهردار بود، مدیریت و مدیریت ورزشی دبیرستان اسنایدر را بر عهده داشت. پیش از آن نیز معلم دبیرستان‌های بوسول در شهر بوسول، واشینگتن‌جونیور و سنترال در فورت‌وین ایالت ایندیانا بود.
وی به عنوان مدیر ارشد ورزشی دبیرستان اسنایدر، یکی از بنیانگذاران انجمن مدیران ورزشی بینامدرسه‌ای ایالت ایندیانا بود و در سال تحصیلی ۱۹۶۹–۱۹۷۰ ریاست این انجمن را بر عهده داشت.
او در دبیرستان اسنایدر مسئولیت هدایت و مدیریت کلیه برنامه‌های ورزشی، بودجه، کارکنان و همچنین تجهیزات ورزشی، برنامه‌ریزی و اولویت استفاده، گواهی‌ها و ثبت‌نام ورزشکاران و مسئولان را عهده‌دار بود. به علاوه وی مسئول روابط عمومی اسنایدر و مشاور تحصیلی نیز محسوب می‌شود.
در ۱۹۹۲، اهدای بورسیه تحصیلی رابرت ای. آرمسترانگ در دبیرستان آر. نلسون اسنایدر آغاز شد. این بورسیه هر سال به یکی از ورزشکاران موفق برای ادامه تحصیل در کالج اعطا می‌شود. تاکنون ۱۷ مورد بورسیه به دانشجویان تعلق گرفته‌است تا به آنها در پیشبرد تحصیلات‌شان یاری برساند.

### مشارکت اجتماعی
آرمسترانگ با راه‌اندازی باشگاه شنا و تنیس پوکاهونتاس در سال ۱۹۵۹ پایه‌گذار باشگاه‌های تابستانی شنا در محلات شهر فورت‌وین بود. او از سال ۱۹۵۹ تا ۱۹۷۳، مربیگری و مدیریت تیم‌های شنای باشگاه شنا و تنیس پوکاهونتاس و همچنین باشگاه لیک‌فارست را بر عهده داشت. در زمان مربیگریش، تیم پوکاهونتاس به مدت ۷ سال و لیک‌فارست به مدت ۳ سال بدون شکست به کار خود ادامه دادند.
آرمسترانگ از اعضای کلیسای تثلیث لوتری انگلیسی در شهر فورت‌وین بود و مدت زیادی در آنجا به عنوان راهنما و خادم کلیسا خدمت کرد.
آرمسترانگ که از اعضای هیئت امنای کتابخانه آلن‌کانتی بود، در ساخت شعبه دیگری از این کتابخانه نقش داشت. او در بهار ۲۰۰۸ از این سمت استعفا داد. هیئت امنای کتابخانه آلن‌کانتی در جلسه ۲۴ آوریل ۲۰۰۸، دستورالعمل شماره ۵–۲۰۰۸ را با عنوان «دستورالعمل تجلیل از رابرت ای. آرمسترانگ به پاس خدمات ویژه‌اش به کتابخانه و جامعه» به تصویب رساند.
آرمسترانگ در بسیاری از سازمان‌ها و نهادهای اجتماعی نیز عضویت داشت یا در آنها شرکت می‌کرد که از آن جمله می‌توان به قرارگاه ۴۷ لژیون آمریکایی‌ها، هیئت صلیب سرخ فورت‌وین (دریافت‌کننده جایزه کمک‌های داوطلبانه به صلیب سرخ)، انجمن تاریخ فورت وین، مجمع شهری فورت‌وین؛ انجمن جانورشناسی فورت‌وین (عضو مؤسس)؛ انجمن اداری فورت‌وین (رئیس سابق این انجمن)؛ باشگاه ضیافت جمهوریخواهان آلن‌کانتی و تعدادی از کمیته‌های اتاق بازرگانی اشاره کرد.

## خانواده
باب آرمسترانگ در ۹ سپتامبر ۱۹۴۸ با همسرش نیلا ازدواج کرد. نیلا در مدارس دولتی فورت‌وین معلم مهدکودک بود و در فعالیت‌های سیاسی باب، فعالانه مشارکت داشت. نیلا آرمسترانگ در ۲۹ ژوئن ۲۰۱۲ در فورت‌وین ایالت ایندیانا درگذشت. این زوج صاحب سه پسر به نام‌های دانیل، داگلاس و دیوید، پنج نوه و شش نتیجه بودند. دانیل (که نام همسرش لیندا است) استاد شیمی و بیوشیمی در دانشگاه تگزاس واقع در شهر آرلینگتون و بورسیه مؤسسه رابرت ای. ولچ است. او دارای سه فرزند نیز هست (لینکلن، راس و کالین). داگلاس (که نام همسرش پگی است) دو دختر دارد (مگان و الیزابت) و دیوید که با سازمان حمل‌ونقل ایندیانا در راستای نظارت بر بودجه‌ای همکاری می‌کند که از سوی دولت فدرال در اختیار آژانس‌های دولتی منطقه قرار گرفته‌است.